# Čas v Kazachstánu

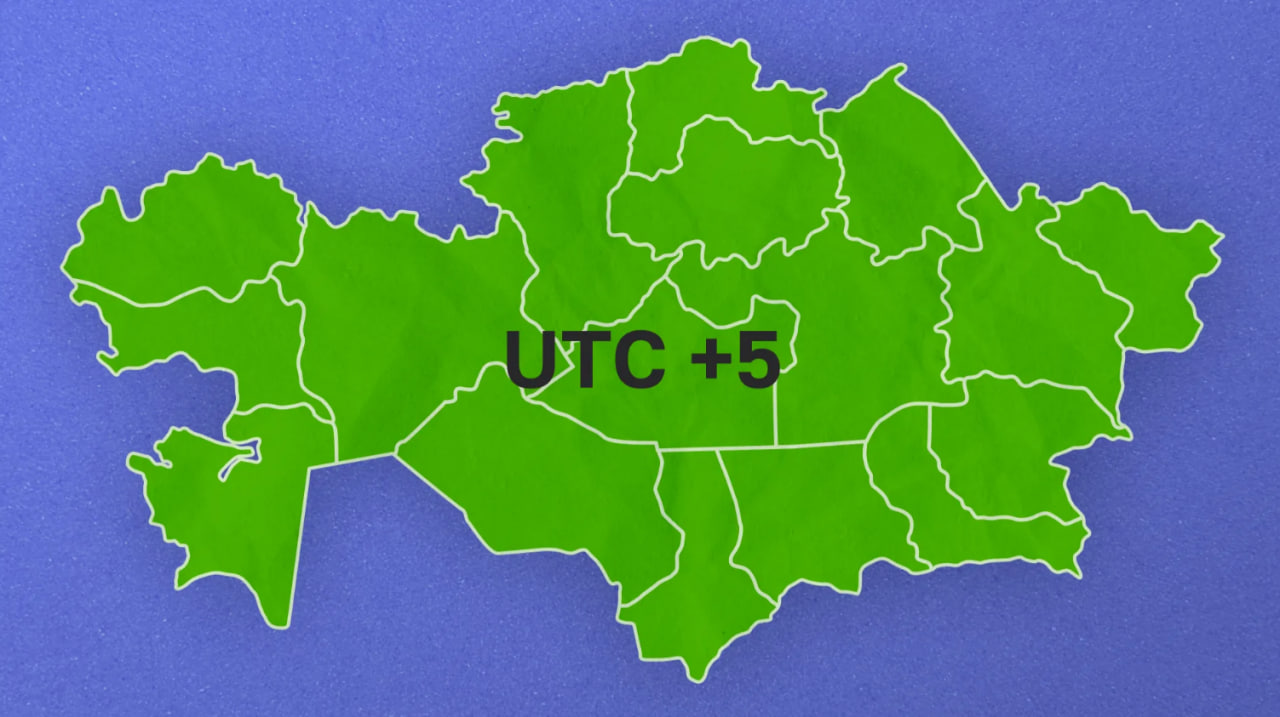
Čas v kazachstánu

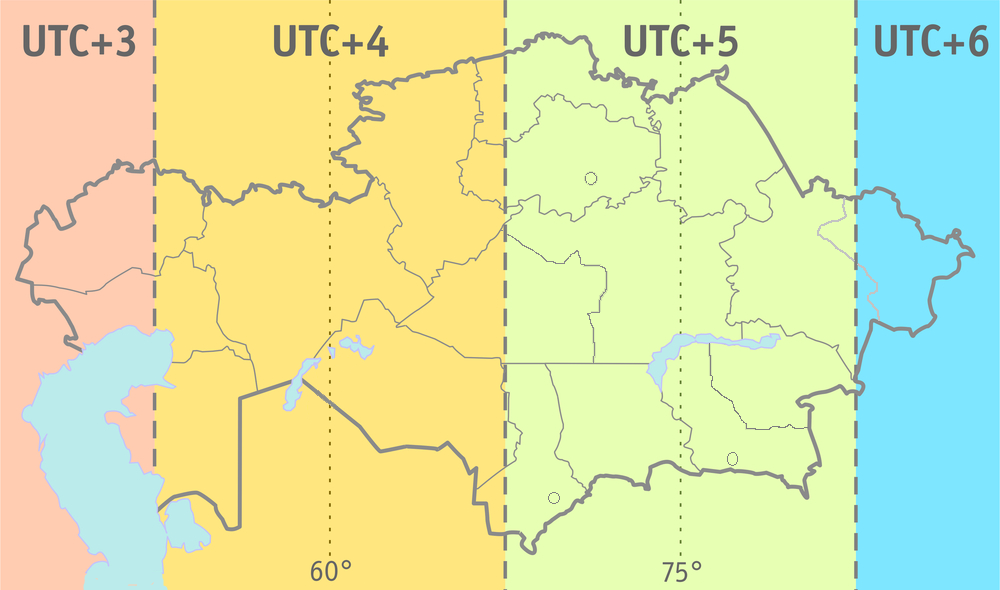
Promítnutí ideálních hodinových časových pásem na území Kazachstánu

Čas v Kazachstánu je stanoven jako jednotný standardní čas UTC+05:00. Pokrývá délkový rozsah 40°45', což odpovídá časovému rozdílu nejvýchodnějšího a nejzápadnějšího cípu území Kazachstánu 2,72 hodiny. Sezónní změna času není zavedena.

## Standardizovaný čas
Počítání času v Kazachstánu upravuje vládní vyhláška, podle jejíž úpravy ze dne 19. ledna 2024 v celé zemi platí od 1. března 2024 jednotný čas UTC+05:00. Z geografického hlediska se území republiky teoreticky rozkládá ve čtyřech časových pásmech: UTC+3, UTC+4, UTC+5, UTC+6.

### Sezónní změna času
Letní čas se neaplikuje.

### Přehled časů v oblastech Kazachstánu

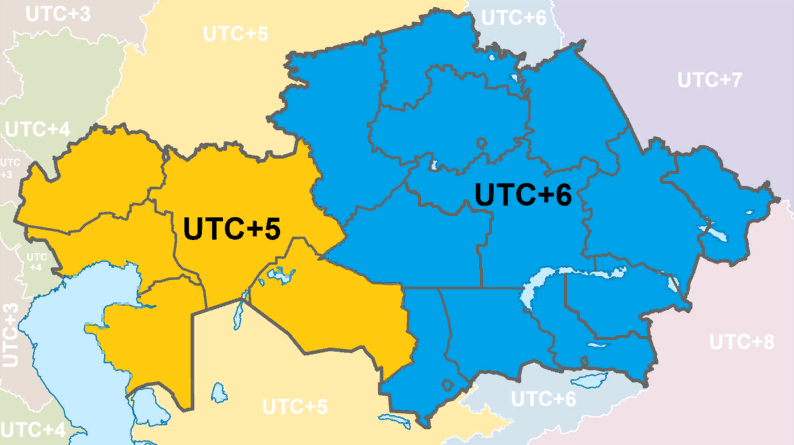
Územní platnost standardního času mezi lety 2004 a 2024
UTC+5
UTC+6

| Oblast                      | Oficiální čas | před rokem 2024 | před rokem 2004    |
| --------------------------- | ------------- | --------------- | ------------------ |
| Akmolská oblast             | UTC+5         | UTC+6           | UTC+6, letní UTC+7 |
| Aktobská oblast             | UTC+5         | UTC+5           | UTC+5, letní UTC+6 |
| Almatská oblast             | UTC+5         | UTC+6           | UTC+6, letní UTC+7 |
| Atyrauská oblast            | UTC+5         | UTC+5           | UTC+4, letní UTC+5 |
| Karagandská oblast          | UTC+5         | UTC+6           | UTC+6, letní UTC+7 |
| Kostanajská oblast          | UTC+5         | UTC+6           | UTC+5, letní UTC+6 |
| Kyzylordská oblast          | UTC+5         | UTC+5           | UTC+5, letní UTC+6 |
| Mangystauská oblast         | UTC+5         | UTC+5           | UTC+4, letní UTC+5 |
| Pavlodarská oblast          | UTC+5         | UTC+6           | UTC+6, letní UTC+7 |
| Severokazachstánská oblast  | UTC+5         | UTC+6           | UTC+6, letní UTC+7 |
| Turkestánská oblast         | UTC+5         | UTC+6           | UTC+6, letní UTC+7 |
| Východokazachstánská oblast | UTC+5         | UTC+6           | UTC+6, letní UTC+7 |
| Západokazachstánská oblast  | UTC+5         | UTC+5           | UTC+4, letní UTC+5 |
| Žambylská oblast            | UTC+5         | UTC+6           | UTC+6, letní UTC+7 |

## Historie
Území Kazachstánu jako součásti SSSR se od roku 1924 nacházelo podle výnosu z 8. února 1919 ve čtyřech časových pásmech – 3., 4., 5. a 6. Například Kostanajská oblast (tehdy - Kustanajský ujezd v Čeljabinské gubernii) byla 1. ledna 1920 součástí 4. časového pásma. V letech 1930-1931 byl zaveden dekretový čas (standardní čas plus jedna hodina) a v jednotlivých časových pásmech platil GMT+4, respektive GMT+5, GMT+6 a GMT+7.
Podle rozhodnutí mezirezortní komise při Radě ministrů SSSR ze dne 28. května 1956 byla časová pásma na území Kazachstánu od 1. března 1957 zredukována na dvě – MSK+2 a MSK+3 vztaženo k moskevskému času, neboli GMT+5 resp. GMT+6 vztaženo ke greenwichskému času. Na západní části Západokazachstánské oblasti (včetně Uralsku a Gurjevu) přibyla k dennímu světlu ještě jedna hodina úspory a východní část Východokazachstánséá oblasti vlastně přišla o letní čas.
V souladu s hranicemi časových pásem stanovenými nařízením vlády SSSR ze dne 24. října 1980 zahrnovalo
- 4. časové pásmo (UTC+5) - oblasti Uralskou, Gurjevskou, Mangyšlackou, Aktobskou, Kustanajskou a Kzyl-Ordskou;
- 5. časové pásmo (UTC+6) - oblasti Celinogradskou, Severokazachstánskou, Kokčetavskou, Turgajskou, Karagandskou, Pavlodarskou, Džezkazganskou, Čimkentskou, Džambulskou, Almaatskou, Taldykurganskou, Semipalatinskou a Východokazachstánskou.

V roce 1981 byl zaveden každoroční přechod na letní čas. V letním období začal v západní části platit UTC+6 a ve východní části UTC+7. Podle výnosu ze 14. března 1989 začal od 26. března 1989 platit v Uralské oblasti čas 3. časového pásma (MSK+1), a to tak, že při všeobecném přechodu na letní čas zde nedošlo k posunutí hodin o 1 hodinu dopředu. Od roku 1989 se tak v Kazachstánu začala uplatňovat tři časová pásma, a to i v zimě:
- UTC+4 — Uralská oblast
- UTC+5 — oblasti Gurjevská, Mangyšlacká, Aktobská, Kustanajská a Kyzylordská
- UTC+6 — ostatní oblasti

V březnu 1991 byl téměř na celém území SSSR, včetně Kazachstánu, s výjimkou Uralské oblasti, zrušen dekretový čas, ale sezónní změna času zůstala zachována. Hodiny se proto 31. března 1991 nepřetáčely všude, ale jen v Uralské oblasti, kde byly posunuty o 1 hodinu dopředu (na letní čas). Po podzimní změně času 29. září 1991 začal v Kazachstánu fungovat čas dvou časových pásem — UTC+4 a UTC+5.
Dekretový čas byl v roce 1992 na většině území bývalého SSSR obnoven. Dle nařízení vlády Kazachstánu ze dne 13. ledna 1992 byly v celé republice 19. ledna 1992 posunuty hodiny o 1 hodinu dopředu. Stejná vyhláška změnila hranici mezi 4. a 5. časovým pásmem a Kyzylordská oblast přešla do 5. pásma (čas UTC+6). Nicméně výnosem ze dne 27. března 1992 byla na poslední chvíli zrušena s tím, že v Uralské a Kyzylordské oblasti nedojde 29. března 1992 k posunu o 1 hodinu dopředu. Tim začal v Kazachstánu, stejně jako v letech 1989-1990, platit čas tří časových pásem (UTC+4, UTC+5 a UTC+6).
V roce 1994 přešla Mangyšlacká oblast (bývalý Mangyšlak) na čas UTC+4 posunem hodin zpět o 2 hodiny při ukončení letního času. Od roku 1996 se letního čas v Kazachstánu, stejně jako v Rusku a ukončoval o měsíc později, tedy poslední říjnovou neděli. V roce 1999 přešla Atyrauská oblast na čas UTC+4 tím, že nepřešla na letní čas a v říjnu 1999 přetočila hodiny spolu s dalšími oblastmi o 1 hodinu zpět.
Nařízení vlády č. 1749 ze dne 23. listopadu 2000 bylo vypracováno „za účelem zefektivnění počítání času na území Republiky Kazachstán a v souvislosti se změnou administrativně-územní struktury.“ V dalších letech docházelo ke změnám vyhlášky, jejíž historie je poměrně zajímavá. Nařízení zachovalo přechod na letní čas a také rozdělení na dvě oficiální časová pásma:
- 4. časové pásmo — Uralsk, Atirau, a Aktau (doposud UTC+4) a Aktobe, Kostanaj a Kyzylorda (doposud UTC+5)
- 5. časové pásmo — se stávajícím časem UTC+6

Uvedené usnesení zrušilo řadu předchozích usnesení, zejména Kyzylordská oblast byla opět zařazena do 4. časového pásma stejně jako před rokem 1992,
Vyhláška ze dne 20. 7. 2004 upravovala přechod na letní čas. Dvě ze tří časových změn měly být 2hodinové. Aktobe mělo přejít na UTC+4 bez letního času na jaře 2005. Kostanaj a Kyzylorda měly přejít na UTC+6 (5. časové pásmo) zrušením návratu k „zimnímu“ čas una podzim 2004. Reforma vyvolala mezi obyvateli nedorozumění, kde a o kolik se mají hodiny na podzim 2004 a na jaře 2005 posouvat, protože ve výnosu chyběly podrobnosti, a tak byl čtrnáct dní před podzimní změnou vydán nový. Výnos z 15. 10. 2004 rovněž zachovával přechod na letní čas a určoval, ve kterých oblastech se čas posune a ve kterých ne. Zmatky okolo sezónních změn vyřešilo zásadním způsobem vládní nařízení č. 231 ze dne 15. března 2005, které zrušilo každoroční přechod na letní čas. Ve všech regionálních centrech kromě Kostanaje a Kyzylordy začal platit celoročně čas, který tam platil někdy v minulosti. Úprava zachovávala rys sovětské legislativy, což znamená, že oficiální administrativní časová pásma se lišila o jednu hodinu od pásma příslušného podle zeměpisné délky, tedy že oblasti používaly čas sousedního východního časového pásma.
Nespokojenost obyvatel se změnami času byla pozorována jak při samotné reformě, tak o několik let později. Opakovaně se navrhovalo posunout čas o 1 hodinu zpět v Kostanajské a Kyzylordské oblasti. K návrhům byly vypracovány příslušné analýzy a odpověď vlády k návrhům byla zveřejněna na webu mažilisu. V dubnu 2018 se ministerstvo investic a rozvoje vyjádřilo, že je nevhodné měnit místní čas v Kostanajské oblasti. Nicméně vládním nařízením z 7. prosince 2018 byla Kyzylordská oblast přesunuta do 4. časového pásma s UTC+5. Změna času proběhla v noci z 20. na 21. prosince 2018 v 00:00 místního času. Obyvatelé Kostanajské oblasti nastolili v letech 2019 a 2020 otázku přechodu na jiné časové pásmo znovu. V roce 2021 se konal místní plebiscit hlasování, kterého se zúčastnilo 44 486 lidí, z toho 16 135 (36,3 %) pro přechod, 26 201 (58,9 %) proti, 2 150 se zdrželo (4,8 %).
Vnitrostátní diskuse vedla k tomu, že byl v noci z 29. února 2024 na 1. března 2024 v 00:00 zaveden jednotný čas tak, že se v dosavadním pásmu UTC+06:00 posunul čas zpět na UTC+05:00

## Poledne v kazachstánských městech
Nesoulad mezi uplatňovaným časem a místním středním slunečním časem je určen odchylkou středního poledne  od 12:00 aktuálního času. Pro srovnání jsou hodnoty průměrného poledne ve správních centrech krajů a v největších městech uvedeny níže podle jejich zeměpisných souřadnic:
13:35 Aktau, 13:35 Oral, 13:33 Atyrau, 13:11 Aktobe, 12:46 Kostanaj, 12:38 Kyzylorda, 12:20 Žezkazgan, 12:27 Turkestán, 12:23 Petropavl, 12:22 Kokčetau, 12:22 Šymkent, 12:15 Taraz, 12:14 Astana, 12:08 Karaganda, 11:52 Almaty, 11:52 Pavlodar, 11:48 Taldykorgan, 11:30 Öskemen

## Časový rozdíl se sousedními zeměmi
- Čína: −3 hodiny
- Kyrgyzstán: -1 hodina
- Rusko
  - MSK: +2 hodiny na hranici s Volgogradskou oblastí
  - MSK+1: +1 hodina na hranici se Saratovskou a Astrachaňskou oblastí
  - MSK+2: 0 hodin na hranici s Čeljabinskou, Kurganskou, Orenburskou a Ťumeňskou oblastí
  - MSK+3: -1 hodina na hranici s Omskou oblastí
  - MSK+4: −2 hodiny na hranici s Novosibirskou oblastí, Altajským krajem a Altajskou republikou
- Turkmenistán: 0 hodin
- Uzbekistán: 0 hodin